# Derby calcistici in Puglia

Bandiera della regione Puglia

I derby calcistici in Puglia sono incontri di calcio che si tengono dal 1927 tra le varie società pugliesi.
Il primo in ordine di tempo fu Foggia-Taranto, tenutosi nell'ottobre 1927. Tali derby, nel corso della storia, si sono disputati anche al massimo livello del campionato, stante la contemporaneità in Serie A, in una o più occasioni, di almeno due tra le tre compagini pugliesi che hanno militato in massima divisione: il Bari, il citato Foggia e il Lecce. In particolare, il primo derby pugliese in assoluto in massima divisione si tenne a Bari il 27 ottobre 1985, ottava giornata del campionato di Serie A 1985-86, e vide la squadra di casa battere per 2-0 il Lecce, all'epoca esordiente in tale categoria.
Altre società hanno disputato al più il campionato di Serie B: Brindisi, Taranto, Barletta, Fidelis Andria, Gallipoli. Di conseguenza, la storia dei derby pugliesi vanta numerosi incontri cui sono legate anche rivalità campanilistiche.

## Derby giocati in Serie A

### Bari-Lecce
Il derby di Puglia è l'incontro tra Bari e Lecce, le due società pugliesi che si sono affrontate più volte nella massima divisione calcistica italiana. È un importante evento sportivo della Puglia, molto sentito per la rivalità fra le due tifoserie.
Il primo incontro tra le due squadre si tenne l'8 dicembre 1929 in Serie B a Lecce, dove la squadra di casa si impose sul Bari per 1-0. Negli anni seguenti il derby si giocò per varie volte anche in Serie C e Coppa Italia, ma soprattutto in Serie A, categoria nella quale il primo derby tra le due compagini pugliesi si tenne il 27 ottobre 1985 a Bari e si chiuse con la vittoria per 2-0 della squadra di casa. A titolo statistico, entrambe le squadre disputavano quel campionato da neopromosse, ma mentre per il Bari si trattava di un ritorno in massima serie dopo 15 anni, per il Lecce era l'esordio assoluto nel campionato di vertice.
Nel campionato di Serie A 2010-2011, dopo dieci anni di assenza, il derby tornò in massima divisione. L'ultimo risale al 15 maggio 2011: il Lecce se lo aggiudicò vincendo a Bari per 0-2,  ma la partita subito dopo venne messa sotto inchiesta giudiziaria per l'autogol del difensore barese Andrea Masiello.
|                       | Vittorie Bari | Pareggi | Vittorie Lecce | Gare | Gol Bari | Gol Lecce |
| --------------------- | ------------- | ------- | -------------- | ---- | -------- | --------- |
| Serie A               | 5             | 5       | 4              | 14   | 16       | 15        |
| Serie B               | 13            | 7       | 12             | 32   | 35       | 30        |
| Serie C               | 3             | 6       | 3              | 12   | 9        | 7         |
| Coppa Italia          | 1             | 2       | 1              | 4    | 2        | 2         |
| Coppa Italia Lega Pro | 0             | 1       | 1              | 2    | 0        | 1         |
| Totale                | 22            | 21      | 21             | 64   | 62       | 55        |

### Bari-Foggia
Il derby d'Apulia è l'incontro tra il Bari e il Foggia, ed è chiamato così per la locazione delle due città nella cosiddetta Apulia, ovvero la Puglia continentale, chiamata così dalle popolazioni preromane.
Il primo vero confronto tra le due compagini si giocò il 19 novembre 1933 in Serie B e finì con una vittoria per il Bari per 1-0. Non di rado il derby venne disputato in altre competizioni, come in Serie C, in IV Serie, ma soprattutto in Serie A, con il Bari vittorioso in Mitropa Cup e il "Foggia dei miracoli" di Zdeněk Zeman. Il derby fu disputato varie volte anche in Coppa Italia. L'ultimo derby è stato disputato in casa del Foggia il 26 febbraio 2022 ed è terminato col punteggio di 2-2.
|                         | Vittorie Bari | Pareggi | Vittorie Foggia | Gare | Gol Bari | Gol Foggia |
| ----------------------- | ------------- | ------- | --------------- | ---- | -------- | ---------- |
| Serie A                 | 1             | 1       | 2               | 4    | 6        | 10         |
| Serie B/Prima Divisione | 8             | 12      | 8               | 28   | 33       | 36         |
| Serie C                 | 3             | 2       | 3               | 3    | 9        | 9          |
| Serie C1                | 2             | 0       | 0               | 2    | 3        | 0          |
| IV Serie                | 3             | 1       | 0               | 4    | 11       | 3          |
| Coppa Italia            | 4             | 0       | 4               | 8    | 16       | 16         |
| Totale                  | 21            | 16      | 17              | 49   | 78       | 74         |

### Foggia-Lecce
Il primo confronto si giocò a Foggia il 9 giugno 1929 in occasione del girone A delle semifinali del Campionato Meridionale 1928-1929 e finì in pareggio per 1-1. Il derby venne disputato due volte in Serie A, la prima delle quali a Lecce l'8 settembre 1993, dove vinse il Foggia dei miracoli di Zeman. L'ultimo derby è stato giocato in Lega Pro Girone C il 19 aprile 2015 al "Via del Mare" di Lecce ed è stato conquistato dalla compagine giallorossa grazie ad un gol al 93' siglato da Abdou Doumbia. Nell'annata 2015-2016, il Foggia incontra quattro volte il Lecce, di cui tre vittorie rossonere e solo una vittoria per il Lecce.
|                       | Vittorie Foggia | Pareggi | Vittorie Lecce | Gare | Gol Foggia | Gol Lecce |
| --------------------- | --------------- | ------- | -------------- | ---- | ---------- | --------- |
| Prima Divisione       | 0               | 1       | 1              | 2    | 1          | 2         |
| Serie A               | 2               | 0       | 0              | 2    | 7          | 0         |
| Serie B               | 4               | 2       | 6              | 12   | 8          | 13        |
| Serie C               | 11              | 5       | 16             | 33   | 34         | 52        |
| IV Serie              | 2               | 0       | 4              | 6    | 9          | 9         |
| Coppa Italia          | 1               | 2       | 0              | 3    | 3          | 2         |
| Coppa Italia Lega Pro | 0               | 0       | 1              | 1    | 0          | 1         |
| Totale                | 20              | 10      | 28             | 58   | 63         | 79        |

#### Lista dei risultati
| Stagione  | Competizione           | Incontro     | A / R | A / R |
| --------- | ---------------------- | ------------ | ----- | ----- |
| 1928-1929 | Campionato Meridionale | Foggia-Lecce | 1-1   | 0-1   |
| 1936-1937 | Serie C                | Lecce-Foggia | 1-0   | 0-4   |
| 1939-1940 | Serie C                | Lecce-Foggia | 1-0   | 0-1   |
| 1940-1941 | Serie C                | Foggia-Lecce | 0-0   | 1-7   |
| 1941-1942 | Serie C                | Lecce-Foggia | 0-0   | 2-0   |
| 1942-1943 | Serie C                | Lecce-Foggia | 1-0   | 0-0   |
| 1945-1946 | Serie C                | Foggia-Lecce | 2-0   | 0-6   |
| 1946-1947 | Serie B                | Foggia-Lecce | 0-1   | 0-6   |
| 1949-1950 | Serie C                | Foggia-Lecce | 1-3   | 0-3   |
| 1950-1951 | Serie C                | Lecce-Foggia | 8-0   | 0-2   |
| 1951-1952 | Serie C                | Foggia-Lecce | 0-2   | 2-2   |
| 1955-1956 | IV Serie               | Foggia-Lecce | 2-0   | 0-1   |

| Stagione  | Competizione   | Incontro     | A / R | A / R |
| --------- | -------------- | ------------ | ----- | ----- |
| 1956-1957 | IV Serie       | Foggia-Lecce | 0-2   | 1-2   |
| 1957-1958 | Interregionale | Foggia-Lecce | 3-1   | 2-3   |
| 1958-1959 | Serie C        | Lecce-Foggia | 1-2   | 2-1   |
| 1959-1960 | Serie C        | Foggia-Lecce | 1-0   | 2-3   |
| 1961-1962 | Serie C        | Lecce-Foggia | 1-0   | 2-1   |
| 1976-1977 | Coppa Italia   | Foggia-Lecce | 1-1   | 1-1   |
| 1977-1978 | Coppa Italia   | Foggia-Lecce | 1-1   | 1-1   |
| 1978-1979 | Serie B        | Foggia-Lecce | 2-0   | 0-1   |
| 1978-1979 | Coppa Italia   | Foggia-Lecce | 1-0   | 1-0   |
| 1980-1981 | Serie B        | Lecce-Foggia | 0-0   | 0-1   |
| 1981-1982 | Serie B        | Lecce-Foggia | 1-0   | 0-1   |
| 1982-1983 | Serie B        | Lecce-Foggia | 2-0   | 0-3   |

| Stagione  | Competizione          | Incontro     | A / R | A / R |
| --------- | --------------------- | ------------ | ----- | ----- |
| 1993-1994 | Serie A               | Lecce-Foggia | 0-2   | 0-5   |
| 1996-1997 | Serie B               | Lecce-Foggia | 2-1   | 0-0   |
| 2013-2014 | Coppa Italia Lega Pro | Lecce-Foggia | 1-0   | 1-0   |
| 2014-2015 | Lega Pro              | Foggia-Lecce | 2-0   | 0-1   |
| 2015-2016 | Lega Pro              | Foggia-Lecce | 4-0   | 1-3   |
| 2015-2016 | Play off              | Lecce-Foggia | 2-3   | 1-2   |
| 2016-2017 | Lega Pro              | Lecce-Foggia | 0-0   | 0-3   |
| 2018-2019 | Serie B               | Lecce-Foggia | 1-0   | 2-2   |

## Derby giocati almeno in Serie B

### Bari-Taranto
Per storia e rivalità tra le tifoserie è considerato da molti il vero derby di Puglia, ma non si è mai giocato nella massima divisione. Chiamato anche il derby delle Murge, è l'incontro tra le squadre delle due città pugliesi più popolose. Il primo confronto si giocò a Bari il 4 novembre 1951 in Serie C e finì con una vittoria per il Bari per 4-2. Il derby venne disputato anche in serie cadetta varie volte, la prima delle quali sempre a Bari il 25 settembre 1955, dove vinsero per 4-2 i rossoblu. A causa delle diverse fortune delle due squadre, il derby non si è svolto a livello ufficiale per diversi anni. L'ultima è avvenuta in Serie C a Taranto il 16 aprile 2022, ed è terminata col punteggio di 0-0.
|              | Vittorie Bari | Pareggi | Vittorie Taranto | Gare | Gol Bari | Gol Taranto |
| ------------ | ------------- | ------- | ---------------- | ---- | -------- | ----------- |
| Serie B      | 12            | 12      | 8                | 32   | 35       | 30          |
| Serie C      | 5             | 2       | 3                | 10   | 12       | 9           |
| Coppa Italia | 2             | 1       | 2                | 6    | 4        | 6           |
| Totale       | 19            | 15      | 13               | 47   | 53       | 47          |

#### Lista dei risultati
| Stagione  | Competizione | Incontro     | A / R | A / R |
| --------- | ------------ | ------------ | ----- | ----- |
| 1951-1952 | Serie C      | Bari-Taranto | 4-2   | 0-1   |
| 1955-1956 | Serie B      | Bari-Taranto | 2-4   | 0-2   |
| 1956-1957 | Serie B      | Taranto-Bari | 3-1   | 2-3   |
| 1957-1958 | Serie B      | Bari-Taranto | 2-1   | 1-1   |
| 1959-1960 | Coppa Italia | Bari-Taranto | 3-1   | 3-1   |
| 1965-1966 | Serie C      | Bari-Taranto | 2-1   | 0-2   |
| 1966-1967 | Serie C      | Bari-Taranto | 1-0   | 0-0   |
| 1970-1971 | Coppa Italia | Taranto-Bari | 0-0   | 0-0   |
| 1970-1971 | Serie B      | Bari-Taranto | 2-1   | 0-1   |
| 1971-1972 | Serie B      | Taranto-Bari | 0-0   | 0-2   |
| 1972-1973 | Serie B      | Bari-Taranto | 3-2   | 0-2   |
| 1973-1974 | Serie B      | Bari-Taranto | 0-0   | 0-0   |
| 1977-1978 | Serie B      | Taranto-Bari | 1-0   | 0-2   |
| 1978-1979 | Serie B      | Taranto-Bari | 1-0   | 3-3   |

| Stagione  | Competizione | Incontro     | A / R | A / R |
| --------- | ------------ | ------------ | ----- | ----- |
| 1979-1980 | Serie B      | Bari-Taranto | 2-0   | 0-0   |
| 1980-1981 | Serie B      | Taranto-Bari | 1-0   | 1-1   |
| 1983-1984 | Coppa Italia | Taranto-Bari | 4-0   | 1-0   |
| 1983-1984 | Coppa Italia | Taranto-Bari | 0-1   | 0-1   |
| 1983-1984 | Serie C      | Bari-Taranto | 1-0   | 1-2   |
| 1984-1985 | Serie B      | Taranto-Bari | 0-0   | 1-1   |
| 1986-1987 | Serie B      | Taranto-Bari | 1-1   | 0-1   |
| 1987-1988 | Serie B      | Bari-Taranto | 1-0   | 2-2   |
| 1988-1989 | Serie B      | Taranto-Bari | 0-0   | 0-2   |
| 1992-1993 | Serie B      | Bari-Taranto | 3-1   | 0-0   |
| 2021-2022 | Serie C      | Bari-Taranto | 3-1   | 0-0   |

### Bari-Trani
Derby disputatosi negli anni 1950 e 1960, quando le due città appartenevano alla medesima provincia. Nella stagione 1964-1965, conclusasi con la retrocessione del Bari, venne disputato in Serie B. In precedenza e successivamente fu disputato in categorie inferiori.
|          | Vittorie Bari | Pareggi | Vittorie Trani | Gare | Gol Bari | Gol Trani |
| -------- | ------------- | ------- | -------------- | ---- | -------- | --------- |
| Serie B  | 0             | 1       | 1              | 2    | 0        | 1         |
| Serie C  | 1             | 1       | 0              | 2    | 3        | 2         |
| IV Serie | 3             | 1       | 0              | 4    | 8        | 4         |
| Totale   | 4             | 3       | 1              | 8    | 11       | 7         |

#### Lista dei risultati
| Stagione  | Competizione | Incontro   | A / R | A / R |
| --------- | ------------ | ---------- | ----- | ----- |
| 1952-1953 | IV Serie     | Trani-Bari | 2-3   | 1-1   |
| 1953-1954 | IV Serie     | Bari-Trani | 1-0   | 3-1   |

| Stagione  | Competizione | Incontro   | A / R | A / R |
| --------- | ------------ | ---------- | ----- | ----- |
| 1964-1965 | Serie B      | Bari-Trani | 0-0   | 0-1   |
| 1966-1967 | Serie C      | Bari-Trani | 2-1   | 1-1   |

### Fidelis Andria-Foggia
Il primo confronto tra le due compagini si giocò il 2 gennaio 1955 in IV Serie e finì con una vittoria per il Foggia per 3-0. I derby più recenti sono stati disputati in Lega Pro Prima Divisione 2010-2011, e sono finiti con due vittorie del Foggia, la prima interna per 2-1 e la seconda esterna per 1-0. L'ultimo precedente assoluto è l’1-1 del 22/12/2016 valevole per il campionato Lega Pro 2016-2017.
|                          | Vittorie Fidelis Andria | Pareggi | Vittorie Foggia | Gare | Gol Fidelis Andria | Gol Foggia |
| ------------------------ | ----------------------- | ------- | --------------- | ---- | ------------------ | ---------- |
| Serie B                  | 3                       | 0       | 1               | 4    | 6                  | 3          |
| Lega Pro                 | 1                       | 1       | 2               | 4    | 5                  | 4          |
| Lega Pro Prima Divisione | 1                       | 0       | 3               | 4    | 3                  | 4          |
| Serie C2                 | 1                       | 2       | 2               | 4    | 7                  | 7          |
| IV Serie                 | 1                       | 2       | 3               | 7    | 6                  | 12         |
| Coppa Italia Lega Pro    | 0                       | 0       | 1               | 1    | 1                  | 6          |
| Totale                   | 7                       | 5       | 10              | 22   | 29                 | 35         |

### Fidelis Andria-Lecce
Il primo derby calcistico tra la Fidelis Andria ed il Lecce fu disputato nel 1955 in IV serie. Il primo derby rilevante fu disputato in Serie B nella stagione 1992-1993. All'andata, alla quinta giornata di campionato, il Lecce si impose con il risultato di 3 a 2 al Degli Ulivi mentre al ritorno furono i federiciani della Fidelis ad espugnare il Via del Mare per 1 a 0 con gol del leccese di nascita Gianluca Petrachi. Nella stagione 1994-1995 la Fidelis Andria vince ancora fuori casa per 1 a 0 mentre ad Andria finisce 0 a 0. Nella stagione 1998-1999, all'andata ad Andria finisce in parità sullo 0 a 0, a Lecce invece i padroni di casa vincono sul finale per 1 rete a 0, in pieno recupero al 97º minuto di gioco grazie al gol di Bellucci. Degna di nota è la vittoria della Fidelis Andria nella prima giornata di campionato della stagione di Lega Pro 2015-2016 al Via del Mare per 3 reti a 1.
|                      | Vittorie Fidelis Andria | Pareggi | Vittorie Lecce | Gare | Gol Fidelis Andria | Gol Lecce |
| -------------------- | ----------------------- | ------- | -------------- | ---- | ------------------ | --------- |
| Serie B              | 3                       | 1       | 2              | 6    | 5                  | 4         |
| Lega Pro             | 1                       | 1       | 0              | 2    | 3                  | 1         |
| IV Serie             | 0                       | 1       | 3              | 4    | 2                  | 7         |
| Coppa Italia         | 0                       | 0       | 2              | 2    | 1                  | 7         |
| Coppa Italia Serie C | 0                       | 0       | 2              | 2    | 0                  | 2         |
| Totale               | 4                       | 3       | 9              | 16   | 11                 | 21        |

### Fidelis Andria-Taranto
Il primo derby calcistisco tra la Fidelis Andria ed il Taranto fu disputato nel 1989.
|                          | Vittorie Fidelis Andria | Pareggi | Vittorie Taranto | Gare | Gol Fidelis Andria | Gol Taranto |
| ------------------------ | ----------------------- | ------- | ---------------- | ---- | ------------------ | ----------- |
| Serie B                  | 1                       | 1       | 0                | 2    | 4                  | 2           |
| Serie C1                 | 0                       | 1       | 1                | 2    | 0                  | 1           |
| Lega Pro Prima Divisione | 1                       | 1       | 2                | 4    | 4                  | 5           |
| Lega Pro                 | 1                       | 0       | 1                | 2    | 2                  | 3           |
| Serie C2                 | 0                       | 0       | 2                | 2    | 0                  | 3           |
| Serie D                  | 1                       | 0       | 1                | 2    | 2                  | 4           |
| Totale                   | 4                       | 3       | 7                | 13   | 12                 | 18          |

### Bari-Barletta
Si tratta di uno dei derby del Barese, in ragione del fatto che Barletta faceva parte della provincia di Bari. Il primo confronto tra le due compagini si giocò in serie C il 27 novembre 1966 a Barletta, e ci fu uno 0-0. Da lì i due club si sfidarono anche in Serie B e in Coppa Italia. L'ultimo derby fu giocato in Serie B il 2 aprile 1989 a Barletta, e come il primo, finì 0-0.
|              | Vittorie Bari | Pareggi | Vittorie Barletta | Gare | Gol Bari | Gol Barletta |
| ------------ | ------------- | ------- | ----------------- | ---- | -------- | ------------ |
| Serie B      | 2             | 2       | 0                 | 4    | 3        | 0            |
| Serie C      | 6             | 3       | 1                 | 10   | 16       | 3            |
| Coppa Italia | 4             | 3       | 1                 | 8    | 11       | 3            |
| Totale       | 12            | 8       | 2                 | 22   | 30       | 6            |

### Bari-Brindisi
Il primo confronto tra le due squadre si tenne in serie C il 7 ottobre 1951 a Bari, e il Bari vinse per 3-0. I due club si sfidarono 4 volte in serie B, serie C e serie D. L'ultimo derby fu giocato in Serie C il 24 aprile 1977 a Bari, e come il primo, vinse il Bari, ma 1-0.
|         | Vittorie Bari | Pareggi | Vittorie Brindisi | Gare | Gol Bari | Gol Brindisi |
| ------- | ------------- | ------- | ----------------- | ---- | -------- | ------------ |
| Serie B | 2             | 1       | 1                 | 4    | 3        | 3            |
| Serie C | 2             | 2       | 0                 | 4    | 5        | 1            |
| Serie D | 0             | 1       | 3                 | 4    | 3        | 6            |
| Totale  | 4             | 4       | 4                 | 12   | 11       | 10           |

### Bari-Fidelis Andria

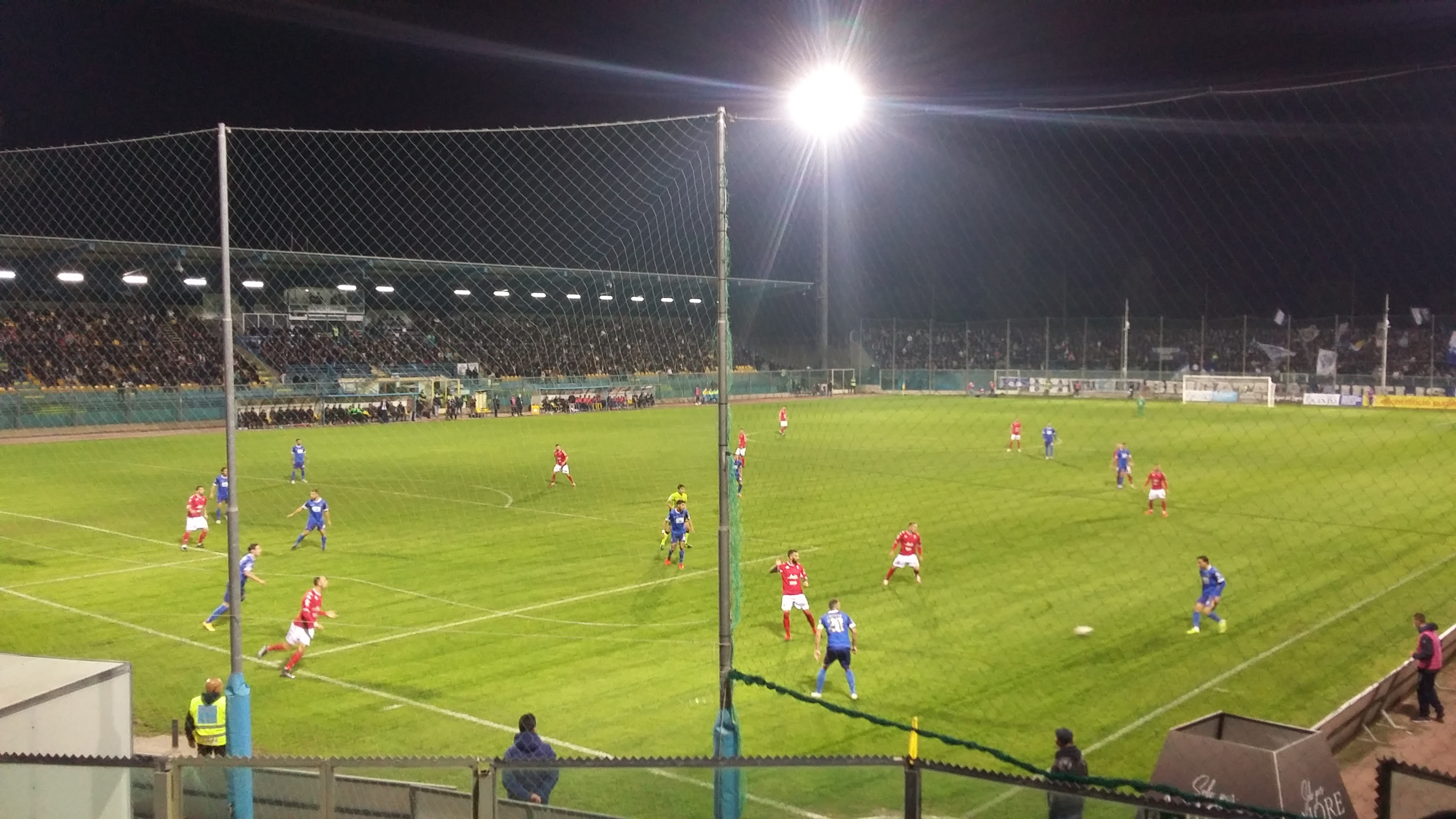
Fidelis Andria - Bari del 21 novembre 2021 (Serie C), finita 0-3.

Altro derby del Barese, si tenne per la prima volta in Coppa Italia Semiprofessionisti il 25 agosto 1976 a Bisceglie in campo neutro e terminò 1-1. I due club si sfidarono anche in Serie B. L'ultimo precedente risale al 27 marzo 2022, in cui la Fidelis Andria pareggiò al San Nicola col risultato di 0-0.
|                        | Vittorie Bari | Pareggi | Vittorie Fidelis Andria | Gare | Gol Bari | Gol Fidelis Andria |
| ---------------------- | ------------- | ------- | ----------------------- | ---- | -------- | ------------------ |
| Serie B                | 1             | 3       | 0                       | 4    | 4        | 1                  |
| Coppa Italia Semiprof. | 1             | 1       | 0                       | 2    | 6        | 2                  |
| Coppa Italia Serie C   | 0             | 0       | 1                       | 1    | 0        | 1                  |
| Totale                 | 2             | 4       | 1                       | 7    | 10       | 4                  |

### Barletta-Lecce
Il primo confronto si giocò in Serie C a Lecce l'8 novembre 1942, e finì 2-1. La maggior parte dei derby venne disputato in serie C, tuttavia in due occasioni il derby è stato giocato anche in serie B, nella stagione 1987-1988 con l'andata a Lecce giocata il 27 settembre 1987 che finì 2-1 e il ritorno a Barletta finì 3-2..
Si sono poi disputati anche due derby in Coppa Italia. Il primo in 1958-1959, con la vittoria in casa del Lecce per 2-1, mentre il secondo fu disputato a Barletta nel 1972-1973 con la vittoria del Lecce per 1-4. Le due squadre si sono rincontrate nella stagione di Lega Pro prima divisione 2013-2014, con il pareggio a reti inviolate nell'andata al Via del Mare, mentre nel ritorno disputatosi a Barletta la spunta il Lecce con il risultato di 1-2.
|                            | Vittorie Barletta | Pareggi | Vittorie Lecce | Gare | Gol Barletta | Gol Lecce |
| -------------------------- | ----------------- | ------- | -------------- | ---- | ------------ | --------- |
| Serie B                    | 1                 | 0       | 1              | 2    | 4            | 4         |
| Serie C                    | 7                 | 8       | 17             | 32   | 22           | 42        |
| IV Serie                   | 2                 | 1       | 1              | 4    | 7            | 5         |
| IV Serie (I Serie interr.) | 1                 | 1       | 0              | 2    | 3            | 2         |
| Coppa Italia               | 0                 | 0       | 2              | 2    | 2            | 6         |
| Totale                     | 11                | 9       | 20             | 40   | 37           | 57        |

### Brindisi-Foggia
Il primo confronto si giocò in Prima Divisione a Brindisi il 28 settembre 1930 e finì 2-7 per il Foggia. La maggior parte dei derby è stata disputata in Serie C, tuttavia nell'immediato dopoguerra e negli anni '70 del XX secolo il derby è stato disputato anche in Serie B. Un derby si giocò anche in Coppa Italia, il 3 settembre 1939, e finì 5-1 per il Brindisi. L'ultimo derby è stato giocato in Serie C a Brindisi il 19 febbraio 2024 e si è concluso con il risultato di 2-0 in favore dei foggiani.
|                 | Vittorie Brindisi | Pareggi | Vittorie Foggia | Gare | Gol Brindisi | Gol Foggia |
| --------------- | ----------------- | ------- | --------------- | ---- | ------------ | ---------- |
| Serie B         | 2                 | 4       | 2               | 8    | 6            | 4          |
| Prima Divisione | 0                 | 0       | 2               | 2    | 10           | 3          |
| Serie C         | 6                 | 7       | 3               | 16   | 21           | 18         |
| Serie C1        | 3                 | 1       | 4               | 8    | 7            | 6          |
| Serie C2        | 1                 | 0       | 1               | 2    | 4            | 2          |
| IV Serie        | 0                 | 2       | 2               | 4    | 2            | 4          |
| Serie D         | 0                 | 2       | 2               | 4    | 3            | 5          |
| Coppa Italia    | 1                 | 0       | 1               | 1    | 5            | 1          |
| Totale          | 12                | 16      | 17              | 45   | 49           | 42         |

### Brindisi-Lecce
Tra i derby del Salento, quello tra Lecce e Brindisi fu giocato per la prima volta in Serie C a Brindisi l'11 dicembre 1938 e finì con il risultato di 1-1. La maggior parte dei derby venne disputata in Serie C, tuttavia nell'immediato dopoguerra il derby venne disputato anche in Serie B e non raramente anche in Coppa Italia. L'ultimo derby si sarebbe dovuto giocare in Coppa Italia a Lecce il 24 agosto 2003, ma non si giocò, non essendosi il Lecce presentato in campo per protesta contro l'allargamento della Serie B a 24 squadre. La vittoria fu assegnata a tavolino al Brindisi (3-0).
|              | Vittorie Brindisi | Pareggi | Vittorie Lecce | Gare | Gol Brindisi | Gol Lecce |
| ------------ | ----------------- | ------- | -------------- | ---- | ------------ | --------- |
| Serie B      | 1                 | 1       | 2              | 4    | 3            | 6         |
| Serie C      | 6                 | 9       | 13             | 26   | 21           | 32        |
| Coppa Italia | 1                 | 0       | 2              | 3    | 3            | 3         |
| Totale       | 8                 | 10      | 15             | 33   | 27           | 41        |

### Brindisi-Taranto
Il primo confronto tra le due compagini si giocò in Prima Divisione a Brindisi nel 1930 e terminò in parità (1-1). L'ultimo derby si è disputato a Brindisi, in Serie C, il 24 marzo 2024 e si è concluso con il risultato di 0 a 2.
|          | Vittorie Brindisi | Pareggi | Vittorie Taranto | Gare | Gol Brindisi | Gol Taranto |
| -------- | ----------------- | ------- | ---------------- | ---- | ------------ | ----------- |
| Serie B  | 3                 | 7       | 2                | 12   | 11           | 7           |
| Serie C  | 10                | 9       | 3                | 22   | 24           | 9           |
| IV Serie | 4                 | 3       | 4                | 11   | 14           | 11          |
| Totale   | 17                | 19      | 9                | 45   | 49           | 26          |

### Foggia-Taranto
Il derby Foggia-Taranto, detto anche derby dauno-ionico, è uno dei più sentiti della regione, nonché il più disputato. Prima della fondazione dell'Associazione Sportiva Taranto, il Foggia disputava derby con le formazioni dell'Audace Taranto, dell'Enotria e della Pro Italia. Il primo confronto tra le due compagini si giocò in prima divisione il 16 ottobre 1927 a Foggia, e vide i rossoneri vincere sul Taranto per 1-0. Da lì i due club si sfidarono anche in Serie B, Serie C, Serie C1 e Serie C2.
Questo incontro, da qualche anno viene giocato senza la tifoseria ospite, a causa di molti problemi con i tifosi, ed addirittura il 26 maggio 1991, in serie B, la partita fu disputata sul neutro di Benevento. Il Taranto, nel 1950-1951 e nel 1951-1952 disputò quattro derby sotto il nome di Arsenaltaranto.
|                                        | Gare | Vittorie Foggia | Pareggi | Vittorie Taranto | Gol Foggia | Gol Taranto |
| -------------------------------------- | ---- | --------------- | ------- | ---------------- | ---------- | ----------- |
| Prima Divisione 1927-1928              | 2    | 1               | 0       | 1                | 3          | 7           |
| Serie B                                | 20   | 6               | 9       | 5                | 19         | 20          |
| Prima divisione (1929-1931; 1932-1933) | 6    | 2               | 1       | 3                | 8          | 13          |
| Serie C                                | 17   | 2               | 4       | 11               | 17         | 38          |
| Serie C1                               | 8    | 3               | 1       | 4                | 9          | 10          |
| Lega Pro                               | 2    | 1               | 0       | 1                | 2          | 2           |
| Lega Pro I Divisione                   | 8    | 1               | 4       | 3                | 6          | 7           |
| Serie C2                               | 2    | 0               | 1       | 1                | 2          | 3           |
| Serie D                                | 3    | 2               | 0       | 1                | 4          | 3           |
| Coppa Italia                           | 4    | 2               | 1       | 1                | 6          | 4           |
| Totale                                 | 72   | 20              | 21      | 31               | 76         | 110         |

#### Lista dei risultati
| Stagione  | Competizione    | Incontro                     | A / R     | A / R |
| --------- | --------------- | ---------------------------- | --------- | ----- |
| 1927-1928 | Prima Divisione | Sporting Club Foggia-Taranto | 1-0       | 2-7   |
| 1929-1930 | Prima Divisione | Foggia-Taranto               | 2-2       | 0-4   |
| 1930-1931 | Prima Divisione | Taranto-Foggia               | 4-0       | 1-2   |
| 1932-1933 | Prima Divisione | Taranto-Foggia               | 2-4       | 2-0   |
| 1935-1936 | Serie B         | Foggia-Taranto               | 0-1       | 1-1   |
| 1935-1936 | Coppa Italia    | Taranto-Foggia               | 1-1 (dts) | 1-2   |
| 1936-1937 | Serie C         | Taranto-Foggia               | 3-1       | 5-2   |
| 1939-1940 | Serie C         | Taranto-Foggia               | 2-1       | 2-1   |
| 1940-1941 | Serie C         | Taranto-Foggia               | 6-1       | 1-0   |
| 1941-1942 | Serie C         | Taranto-Foggia               | 5-0       | 1-2   |
| 1942-1943 | Serie C         | Foggia-Taranto               | 2-1       | 2-2   |
| 1946-1947 | Serie B         | Taranto-Foggia               | 4-0       | 0-4   |
| 1950-1951 | Serie C         | Foggia-Arsenaltaranto        | 3-2       | 2-2   |

| Stagione  | Competizione | Incontro                 | A / R | A / R |
| --------- | ------------ | ------------------------ | ----- | ----- |
| 1951-1952 | Serie C      | Arsenaltaranto-Foggia    | 0-0   | 3-1   |
| 1961-1962 | Serie C      | Foggia e Incedit-Taranto | 0-0   | 0-1   |
| 1969-1970 | Serie B      | Taranto-Foggia           | 0-1   | 0-1   |
| 1970-1971 | Coppa Italia | Foggia-Taranto           | 0-1   |       |
| 1971-1972 | Serie B      | Foggia-Taranto           | 1-1   | 2-4   |
| 1972-1973 | Serie B      | Taranto-Foggia           | 0-0   | 1-1   |
| 1974-1975 | Serie B      | Foggia-Taranto           | 1-1   | 0-1   |
| 1975-1976 | Serie B      | Taranto-Foggia           | 1-1   | 0-1   |
| 1976-1977 | Coppa Italia | Foggia-Taranto           | 3-1   |       |
| 1978-1979 | Serie B      | Foggia-Taranto           | 1-1   | 0-0   |
| 1980-1981 | Serie B      | Taranto-Foggia           | 2-0   | 1-1   |
| 1983-1984 | Serie C1     | Foggia-Taranto           | 1-1   | 0-1   |
| 1985-1986 | Serie C1     | Foggia-Taranto           | 2-4   | 0-1   |

| Stagione  | Competizione             | Incontro       | A / R | A / R |
| --------- | ------------------------ | -------------- | ----- | ----- |
| 1990-1991 | Serie B                  | Taranto-Foggia | 0-2   | 0-1   |
| 2000-2001 | Serie C2                 | Foggia-Taranto | 1-1   | 1-2   |
| 2003-2004 | Serie C1                 | Foggia-Taranto | 2-1   | 3-1   |
| 2006-2007 | Serie C1                 | Taranto-Foggia | 2-0   | 0-1   |
| 2008-2009 | Lega Pro Prima Divisione | Taranto-Foggia | 2-2   | 0-2   |
| 2009-2010 | Lega Pro Prima Divisione | Foggia-Taranto | 0-0   | 0-0   |
| 2010-2011 | Lega Pro Prima Divisione | Taranto-Foggia | 2-1   | 0-0   |
| 2011-2012 | Lega Pro Prima Divisione | Foggia-Taranto | 0-1   | 1-2   |
| 2012-2013 | Serie D                  | Taranto-Foggia | 1-2   | 2-1   |
| 2016-2017 | Lega Pro                 | Foggia-Taranto | 2-0   | 0-2   |
| 2019-2020 | Serie D                  | Foggia-Taranto | 1-0   | 1-0   |
| 2021-2022 | Serie C                  | Foggia-Taranto | 1-1   | 1-1   |
| 2022-2023 | Serie C                  | Taranto-Foggia | 1-0   | 0-2   |
| 2023-2024 | Serie C                  | Taranto-Foggia | 2-0   | 2-1   |
| 2024-2025 | Serie C                  | Foggia-Taranto | 2-0   | 3-0   |

### Lecce-Gallipoli
Le due squadre si sono affrontate solo in due incontri, entrambi vinti dal Lecce nella stagione Serie B 2009-2010 ed entrambi tenutisi al stadio Via del mare di Lecce, che in quel campionato fu anche l'impianto casalingo del Gallipoli. Il 24 ottobre 2009 la squadra del capoluogo salentino si impose per 3-0 e il 27 marzo 2010 per 1-0.
|         | Vittorie Lecce | Pareggi | Vittorie Gallipoli | Gare | Gol Lecce | Gol Gallipoli |
| ------- | -------------- | ------- | ------------------ | ---- | --------- | ------------- |
| Serie B | 2              | 0       | 0                  | 2    | 4         | 0             |
| Totale  | 2              | 0       | 0                  | 2    | 4         | 0             |

### Lecce-Taranto
Altro derby del Salento, si disputa dal 4 ottobre 1928, quando le due squadre si affrontarono nel campionato meridionale per la prima volta, col risultato di 1-1. Il derby venne disputato anche in serie cadetta varie volte, ma la maggior parte delle volte il derby venne disputato in serie C, ed anche alcune volte in Coppa Italia. L'ultimo derby venne giocato in Lega Pro a Lecce il 9 aprile 2017 e la partita terminò sul risultato di 3-0.
|                                  | Gare | Vittorie Lecce | Pareggi | Vittorie Taranto | Gol Lecce | Gol Taranto |
| -------------------------------- | ---- | -------------- | ------- | ---------------- | --------- | ----------- |
| Campionato Meridionale 1928-1929 | 4    | 1              | 2       | 1                | 6         | 6           |
| Serie B                          | 22   | 6              | 11      | 5                | 19        | 17          |
| Serie C                          | 30   | 12             | 13      | 9                | 31        | 23          |
| Coppa Italia                     | 3    | 2              | 0       | 1                | 4         | 3           |
| Totale                           | 59   | 20             | 25      | 14               | 60        | 49          |

#### Lista dei risultati
| Stagione  | Competizione           | Incontro             | A / R     | A / R |
| --------- | ---------------------- | -------------------- | --------- | ----- |
| 1928-1929 | Campionato Meridionale | Taranto-Lecce        | 1-1       | 2-0   |
| 1928-1929 | Finale Promozione      | Lecce-Taranto        | 2-2 (dts) | 3-1   |
| 1936-1937 | Serie C                | Taranto-Lecce        | 2-0       | 0-2   |
| 1938-1939 | Serie C                | Taranto-Lecce        | 0-0       | 1-2   |
| 1939-1940 | Serie C                | Taranto-Pro Lecce    | 0-0       | 0-1   |
| 1940-1941 | Serie C                | Lecce-Taranto        | 0-0       | 0-1   |
| 1941-1942 | Serie C                | Lecce-Taranto        | 4-1       | 0-0   |
| 1942-1943 | Serie C                | Taranto-Lecce        | 4-3       | 0-3   |
| 1946-1947 | Serie B                | Lecce-Taranto        | 0-1       | 1-2   |
| 1948-1949 | Serie B                | Lecce-Arsenaltaranto | 1-0       | 1-2   |
| 1950-1951 | Serie C                | Lecce-Arsenaltaranto | 0-0       | 2-2   |
| 1951-1952 | Serie C                | Lecce-Arsenaltaranto | 2-1       | 2-4   |
| 1952-1953 | Serie C                | Arsenaltaranto-Lecce | 1-2       | 2-1   |
| 1953-1954 | Serie C                | Lecce-Arsenaltaranto | 1-1       | 0-2   |
| 1958-1959 | Coppa Italia           | Lecce-Taranto        | 1-0       | 1-0   |
| 1960-1961 | Serie C                | Lecce-Taranto        | 3-1       | 1-2   |
| 1961-1962 | Serie C                | Lecce-Taranto        | 2-1       | 1-2   |
| 1962-1963 | Serie C                | Lecce-Taranto        | 1-1       | 1-1   |
| 1963-1964 | Serie C                | Taranto-Lecce        | 0-0       | 0-0   |
| 1964-1965 | Serie C                | Lecce-Taranto        | 0-0       | 1-0   |
| 1965-1966 | Serie C                | Lecce-Taranto        | 1-0       | 1-1   |
| 1966-1967 | Serie C                | Lecce-Taranto        | 1-0       | 0-0   |
| 1967-1968 | Serie C                | Lecce-Taranto        | 1-0       | 1-2   |

| Stagione  | Competizione | Incontro      | A / R | A / R |
| --------- | ------------ | ------------- | ----- | ----- |
| 1968-1969 | Serie C      | Taranto-Lecce | 1-1   | 2-0   |
| 1976-1977 | Serie B      | Taranto-Lecce | 2-1   | 0-1   |
| 1976-1977 | Coppa Italia | Taranto-Lecce | 0-1   | 0-1   |
| 1977-1978 | Serie B      | Lecce-Taranto | 0-0   | 0-1   |
| 1978-1979 | Serie B      | Lecce-Taranto | 0-0   | 1-1   |
| 1979-1980 | Serie B      | Taranto-Lecce | 0-1   | 0-1   |
| 1980-1981 | Serie B      | Taranto-Lecce | 0-0   | 0-1   |
| 1984-1985 | Serie B      | Taranto-Lecce | 1-1   | 0-1   |
| 1986-1987 | Serie B      | Taranto-Lecce | 2-2   | 1-0   |
| 1987-1988 | Serie B      | Taranto-Lecce | 1-1   | 2-2   |
| 1991-1992 | Serie B      | Lecce-Taranto | 3-1   | 0-0   |
| 1992-1993 | Serie B      | Taranto-Lecce | 1-1   | 1-1   |
| 2016-2017 | Lega Pro     | Taranto-Lecce | 0-1   | 0-3   |

### Taranto - Arsenale Taranto
Stracittadina di Taranto, disputatasi solo nella stagione di Serie B 1946-47 tra il Taranto e l'Arsenale Taranto. A fine stagione le due squadre si fusero ponendo fine a questa sfida. Questo derby è l'unica stracittadina al di fuori delle cinque maggiori (Milano, Roma, Torino, Genova, Verona) ad essersi disputata in un campionato di serie B. Il primo derby finì 2-2, mentre il secondo fu vinto dall'Arsenale per 1-0.
|         | Vittorie Taranto | Pareggi | Vittorie Arsenale | Gare | Gol Taranto | Gol Arsenale |
| ------- | ---------------- | ------- | ----------------- | ---- | ----------- | ------------ |
| Serie B | 0                | 1       | 1                 | 2    | 2           | 3            |

## Altri derby rilevanti

### Brindisi-Monopoli
Il primo confronto tra le due compagini si giocò in Promozione a Brindisi il 4 dicembre 1955 e terminò con la vittoria del Monopoli per 3-1.
Tale incontro prese, più recentemente, il nome di derby dei record poiché al termine del campionato di Eccellenza Puglia 2004-05 il Monopoli vinse il torneo con 102 punti, all'epoca record di qualsiasi campionato italiano (eguagliato in serie A 2013-14 dalla Juventus), seguita dal Brindisi a 98, miglior punteggio di sempre di una squadra italiana seconda classificata. In detta stagione il derby che si tenne a Monopoli, terminato 2-2, vide circa 12 000 spettatori interni e circa 1 000 provenienti da Brindisi.
Il bilancio complessivo è favorevole al Monopoli, che in 57 incontri al 2015-16 ne ha vinti 24, persi 19 e pareggiati 14; il bilancio delle reti segnate è leggermente favorevole al Brindisi, 61 contro 60.
|            | Vittorie Brindisi | Pareggi | Vittorie Monopoli | Gare | Gol Brindisi | Gol Monopoli |
| ---------- | ----------------- | ------- | ----------------- | ---- | ------------ | ------------ |
| Serie C    | 13                | 9       | 15                | 37   | 33           | 28           |
| Serie D    | 4                 | 1       | 4                 | 9    | 15           | 13           |
| Eccellenza | 1                 | 1       | 2                 | 4    | 7            | 9            |
| Promozione | 1                 | 0       | 3                 | 4    | 6            | 10           |
| Totale     | 19                | 11      | 24                | 54   | 61           | 60           |